# Andrea Hernangómez
Andrea Hernangómez Geuer (Madrid, 6 de mayo de 2000) es una jugadora de baloncesto española. Con 1,85 metros de estatura, juega en la posición de ala-pívot. Juega y estudia en la Universidad de Fairfield, equipo estadounidense.

## Biografía
De familia muy relacionada con el baloncesto, sus padres fueron jugadores profesionales: su madre, Margarita "Wonny" Geuer, fue campeona de Europa con España en el Eurobasket 1993 en Perugia; su padre, Guillermo Hernangómez, fue internacional en categorías inferiores y jugó en el Real Madrid y en el Estudiantes;  sus hermanos Willy Hernangómez (n. 1994) y Juancho Hernangómez (n. 1995) jugaron en la  NBA durante 7 años (2016-2023).

### Formación
Se formó en las categorías inferiores del CB Estudiantes. En la temporada 2018-19 ingresa en la Universidad de Fairfield (en la ciudad de Fairfield (Connecticut)), por lo que jugará con el equipo femenino de baloncesto de las Fairfield Stags.